# 크레이그 홀
크레이그 홀(Craig Hall, 1974년 5월 10일 ~ )은 뉴질랜드의 배우이다.

## 출연 작품
- 피터와 드래곤 (2016)
- 너브-망각의 덫 (2013)
- 더 데빌스 록 (2011)
- 러브 버즈 (2011)
- 아발론 하이 (2010)
- 보이 (2010)
- 쉿! 그녀에겐 비밀이에요 (2008)
- 페리맨 (2007)
- 이글 대 샤크 (2007)
- 워터호스 (2007)
- 써티 데이즈 오브 나이트 (2007)
- 퍼펙트 크리처 (2006)
- 세상에서 가장 빠른 인디언 (2005)
- 킹콩 (2005)
- 쇼틀랜드 스트리트 (1992)